# Culex crinicauda
Culex crinicauda är en tvåvingeart som beskrevs av Edwards 1921. Culex crinicauda ingår i släktet Culex och familjen stickmyggor. Inga underarter finns listade i Catalogue of Life.